# نتی استیونز
نتی ماریا استیونز (به انگلیسی: Nettie Maria Stevens) (زاده ۷ ژوئیهٔ ۱۸۶۱ - درگذشته ۴ می ۱۹۱۲) یک نسل‌شناس آمریکایی بود.
وی و ادموند بیچر ویلسون نخستین پژوهشگرانی در تاریخ بودند که اساس کروموزومی جنسیّت را شرح دادند.